# Arcania: Fall of Setarrif
Arcania: Fall of Setarrif (в российском издании «Аркания: Падение Сетаррифа»)  — одиночное дополнение к компьютерной ролевой игре Arcania: Gothic 4. Анонсировано 9 декабря 2010 года и выпущено 25 октября 2011 года (14 мая 2012 года в России) после долгого молчания Piranha Bytes и JoWooD, начавшегося в марте 2011 года.

## Сюжет
Действие происходит сразу же после убийства Ксеши в конце четвёртой части. Демон после изгнания из тела Робара III направляется в Сетарриф для поиска нового хозяина. В Сетариффе, отрезанном от остальной части острова, начинается паника.
Робар III боится потерять контроль над городом, так же в городе находятся его товарищи. Поэтому безымянный герой по поручению короля отправляется в Сетарриф.

## Разработка
Разработка дополнения началась в середине 2010 года, раньше запланированной Arcania: Gothic 4. Из-за финансовых проблем издатель не давал комментариев по поводу разработки. Позже менеджер сообщества JoWooD  на одном из фан-сайтов объявила, что дебютный трейлер будет доступен в марте 2011 года.
3 марта 2011 года JoWooD Entertainment открыла официальный сайт и выпустила трейлер дополнения.
22 марта 2011 года JoWooD Entertainment объявила, что релиз будет отложен  на неопределённый срок из-за авторских проблем с BVT Games Fund III.
Тем не менее, 21 сентября 2011 года новый издатель Nordic Games анонсировал, что дополнение будет доступно 25 октября 2011 года для Windows.